# Georges de La Tour

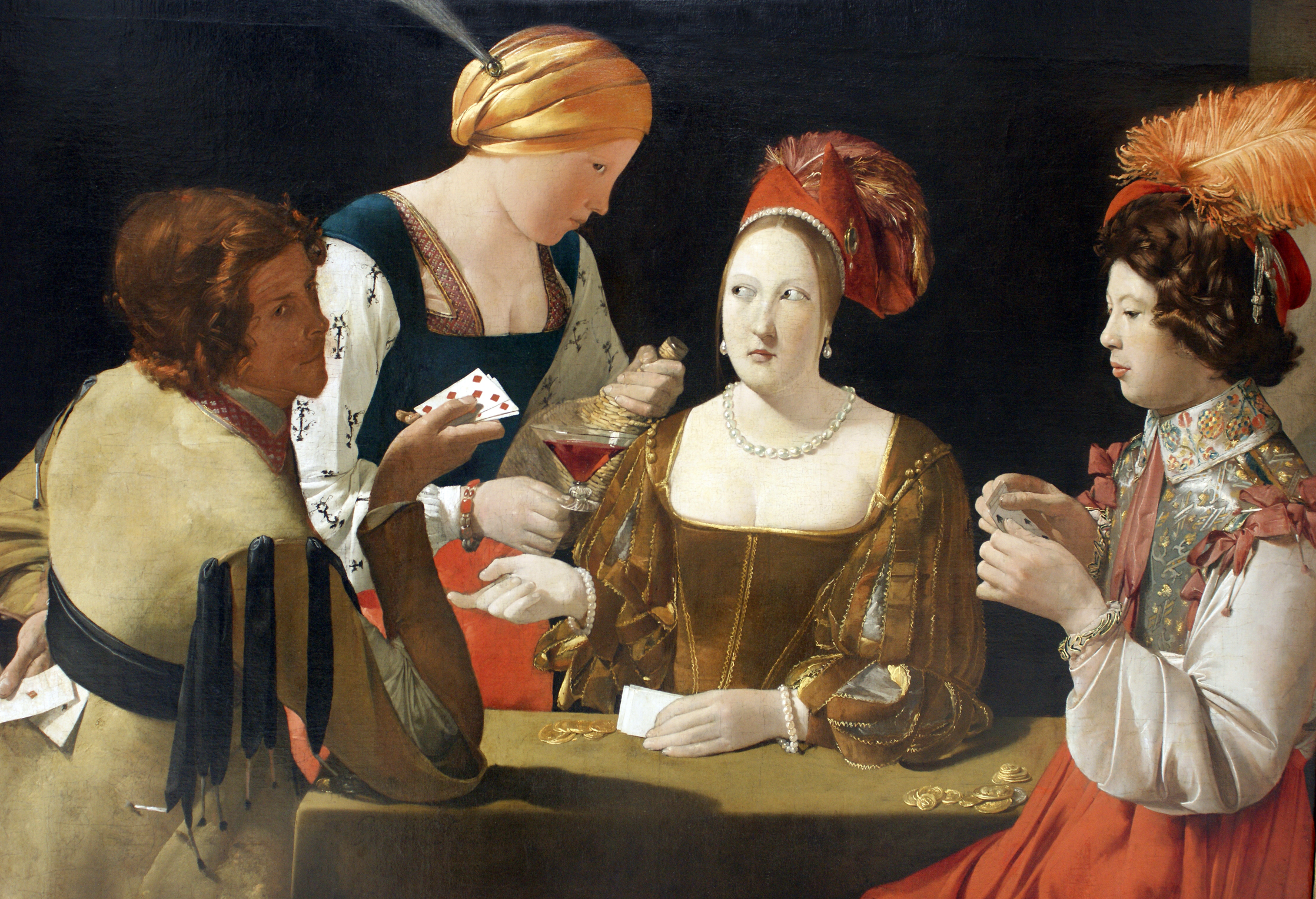
Falešný hráč karet (1635, Louvre). Muž vlevo je podle některých autoportrét.

Georges de La Tour [žorž de la túr] (13. března 1593 Vic-sur-Seuille – 30. ledna 1652 Lunéville) byl francouzský barokní malíř, po staletích zapomenutí znovu objevený až počátkem 20. století. Maloval náboženské i žánrové obrazy s charakteristickou náladou a dramatickým osvětlením.

## Život
Narodil se v malé vesnici v Lotrinsku, asi 25 km severovýchodně od Nancy, jako druhé ze sedmi dětí pekaře. O jeho životě není mnoho známo. Malířství se učil snad v blízkém Nancy, ale v jeho obrazech je znát spíš vliv barokního naturalismu Caravaggiova, s nímž se mohl setkat nejspíše prostřednictvím tzv. Utrechtské školy (Hendrick Terbrugghen) roku 1616, kdy Utrecht navštívil. 1617 se oženil s Dianou le Nerf a roku 1620 si zařídil ateliér v jejím rodišti Lunéville, kde měl značný úspěch a stal se zámožným měšťanem. Po vypálení města roku 1638 odešel do Paříže a stal se dvorním malířem francouzského krále Ludvíka XIII. Po návratu do Lunéville pracoval pro zdejší měšťany i pro lotrinského vévodu. Později se zúčastnil františkánského hnutí a maloval převážně náboženská témata. Zemřel při morové epidemii s dalšími členy své rodiny roku 1652. Jeho syn Étienne (*1621) byl také malíř.

## Dílo
Začal malovat už jako malý chlapec, jeho raná díla vykazují zřetelný vliv caravaggiovské školy a mají často žánrová témata: žebráci, hudebníci, hráči a kartářky, ale i světci, ovšem vždy také jako chudí lidé. Zralá díla hlavně náboženského obsahu se vyznačují jednoduchostí a prostotou, výjevy jsou velmi často noční s efektním osvětlením svíčky. Protože brzy po smrti upadl v zapomenutí, byla jeho díla často připisována jiným malířům, například Guido Renimu, Zurbaránovi nebo Velazquezovi. Teprve roku 1915 určil německý historik umění H. Voss několik známých obrazů jako díla La Tourova a na souborné výstavě roku 1934 už jich bylo 13. Dnes je známo asi 40 La Tourových obrazů, které jsou v těch nejznámějších galeriích po celém světě.

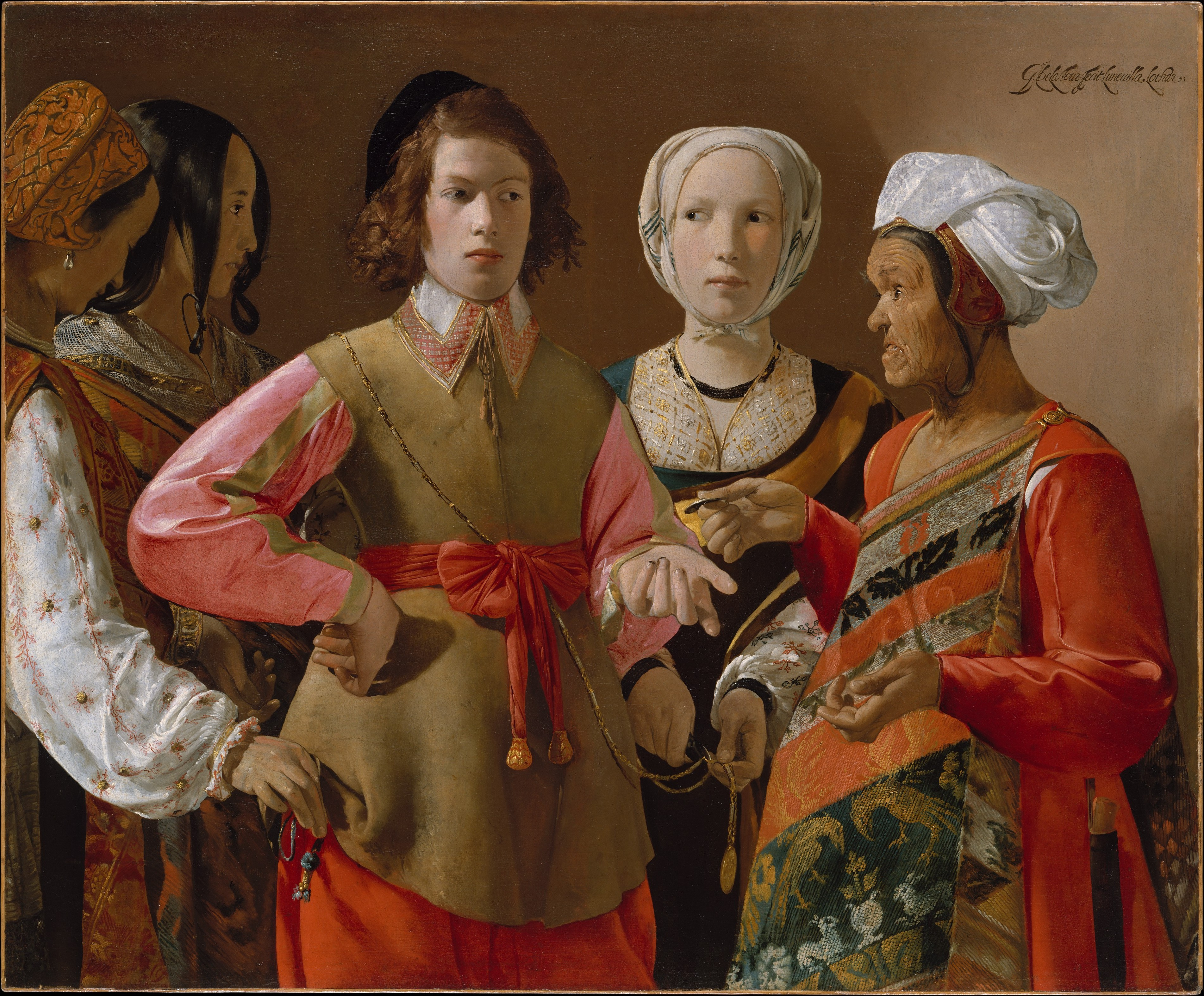
Kartářka (Metropolitsan Museum New York, kolem 1635)
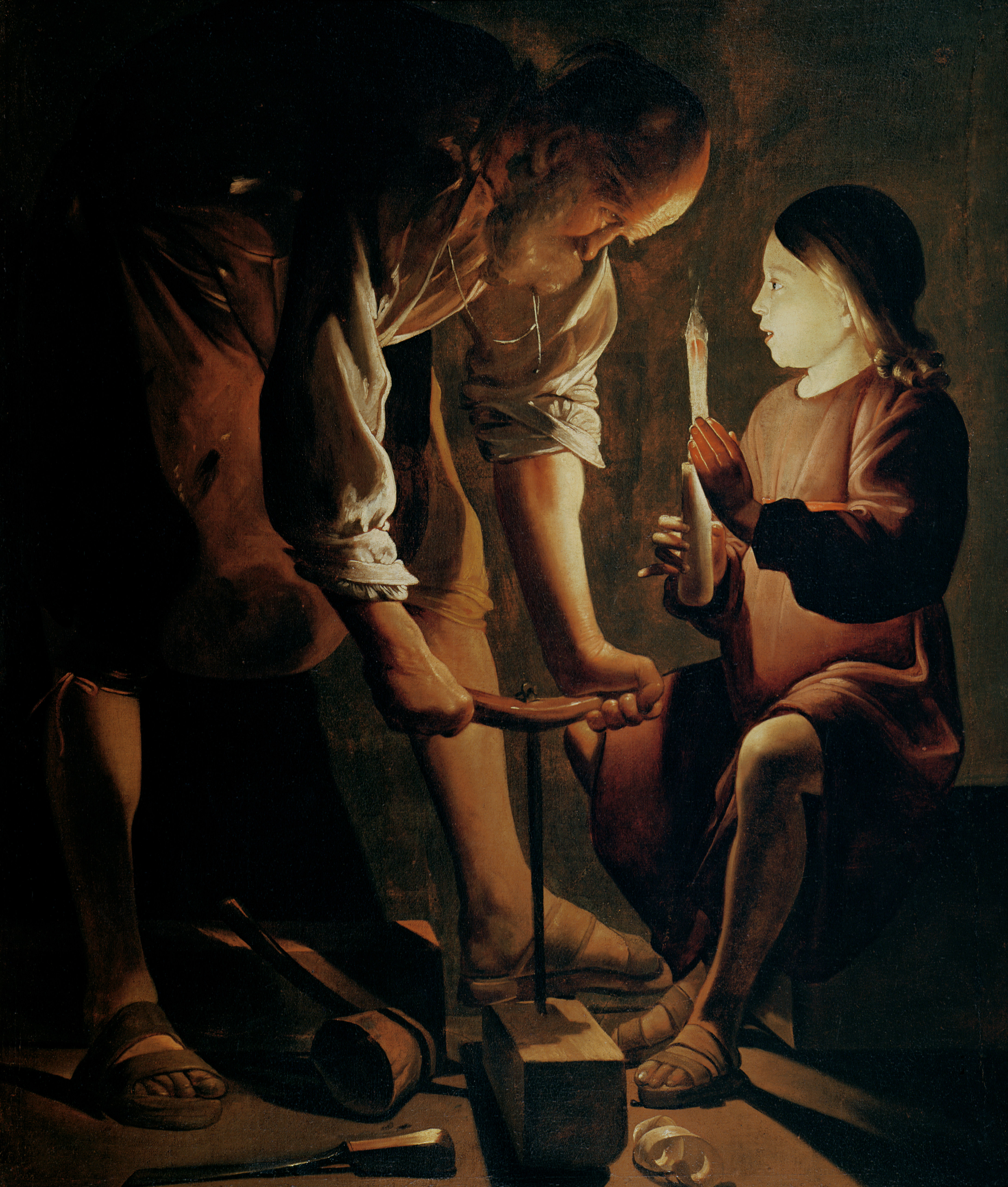
Sv. Josef s Ježíškem v dílně (Louvre, kolem 1644)
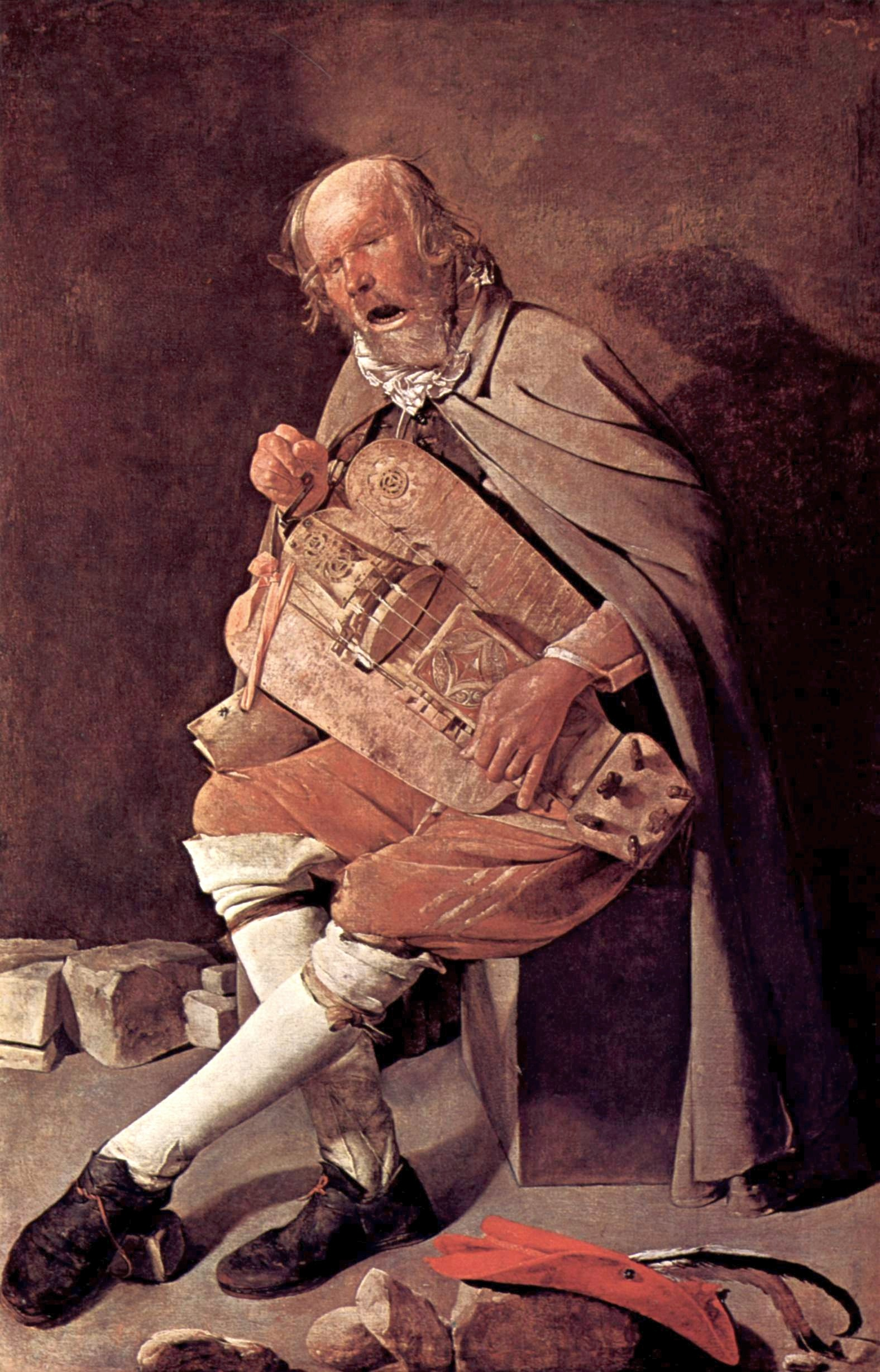
Hráč na niněru (Nantes)
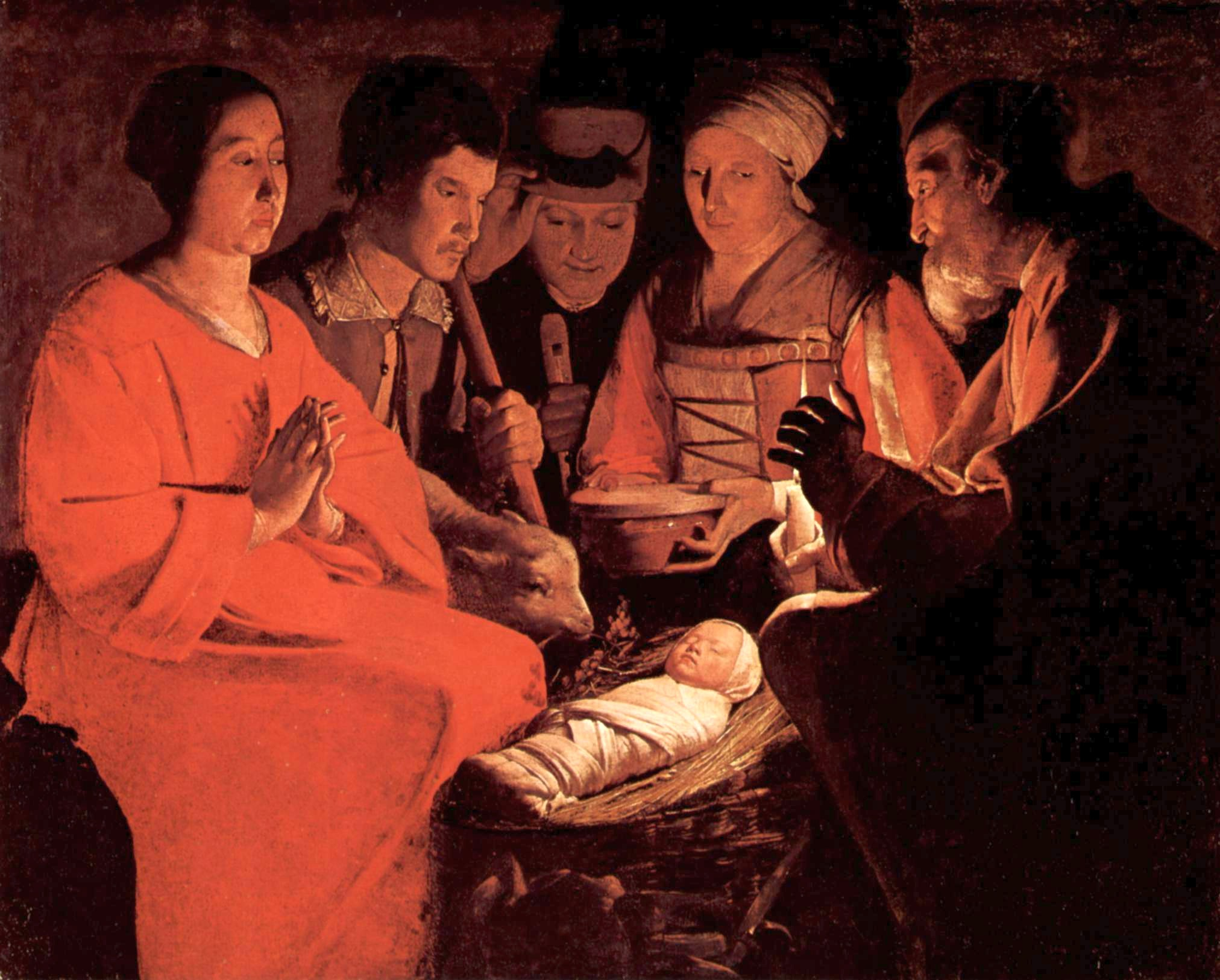
Pastýří v Betlémě (Louvre, kolem 1644)
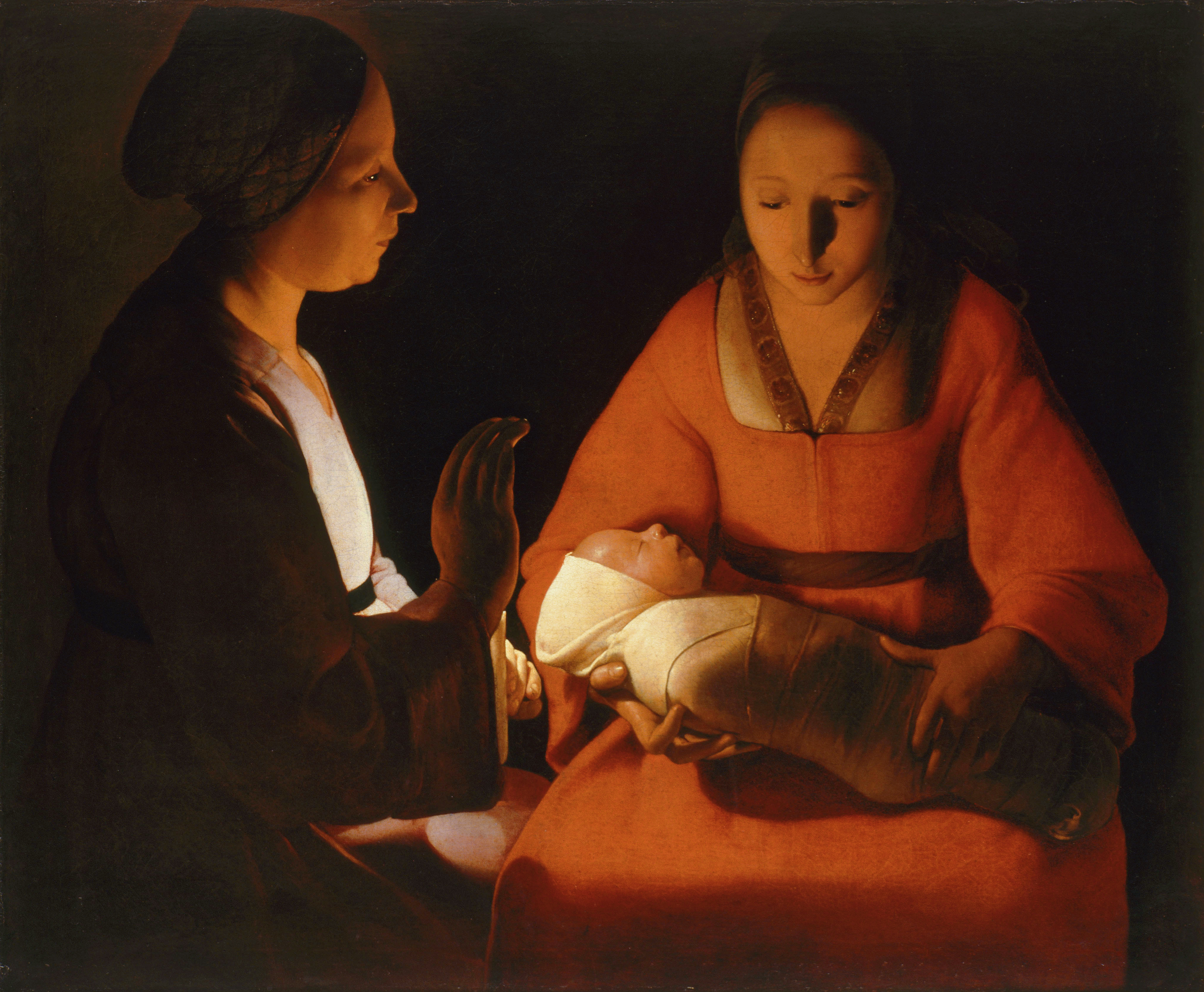
Narození Páně (Rennes, kolem 1647)
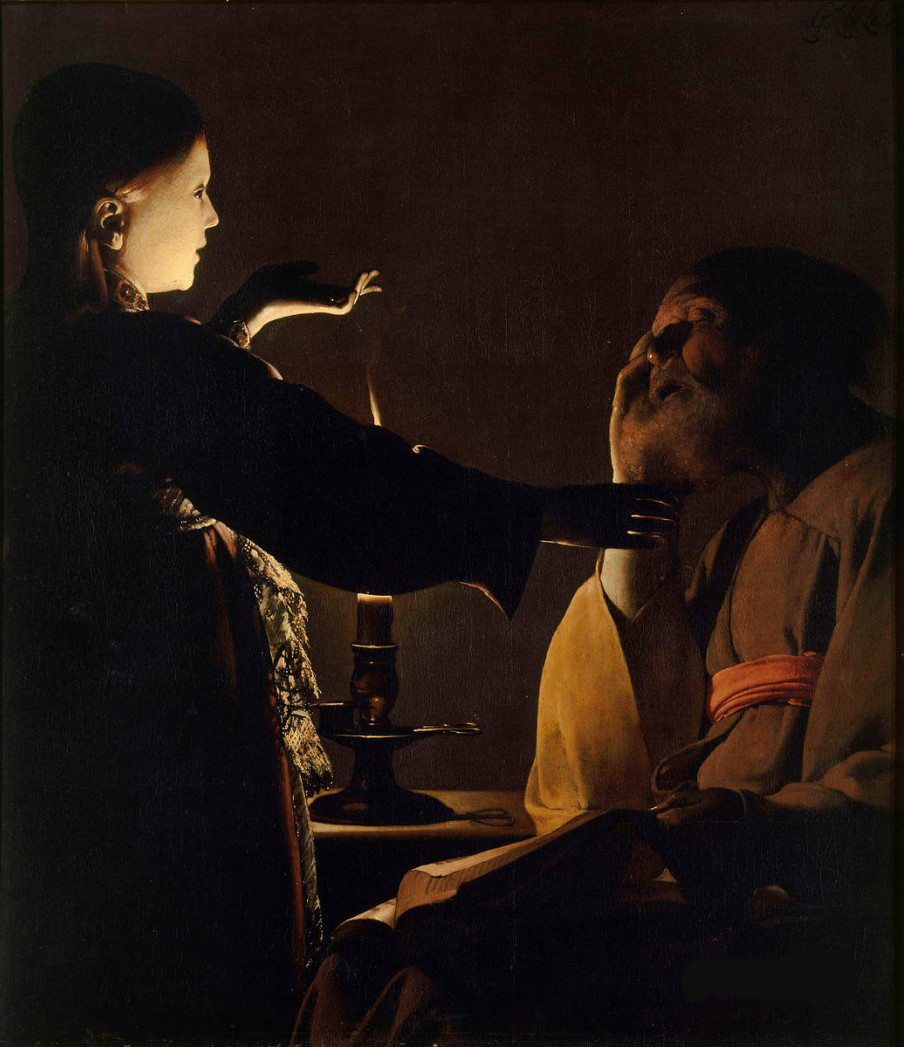
Anděl se zjevuje spícímu Josefovi (Nantes)